# كيرستين دانست
كريستين كارولين (بالألمانية: Kirsten Dunst) (من مواليد 30 أبريل 1982) ولدت في ولاية نيوجيرسي، ممثلة ومغنية وعارضة أزياء أمريكية ذات أصول ألمانية.

## حياتها المبكرة
ولدت دانست بمقاطعة نيو جيرسي بأمريكا، والدها يدعى كلاوس دانست ووالدتها تدعى اينز دانست، وكان اسم والدتها قبل الزواج روبربخت. ولها شقيق وحيد يدعى كريستين، ولد عام 1987. وكان والدها يعمل مسؤول تنفيذي للخدمات الطبية، وكانت والدتها فنانة لذا افتتحت معرضًا فنياً.
تملك والدتها معرض فني، بدأت كيرستن حياتها الفنية بعمر ثلاث سنوات حيث ظهرت في العديد من الإعلانات التلفزيونية، وتخرجت من مدرسة نوتردام الثانوية وهي تعمل بشركة للإنتاج برفقة والدتها.
ووالدها في الأصل من هامبورغ، فهو رجل ألماني الجنسية، ولكن بالرغم من أن والدتها ولدت بنيو جيرسي، لكنها ذات أصول ألمانية وسويدية.
وفي عام 2011 حصلت دانست على الجنسية الألمانية، ومنذ ذلك الحين وهي تحمل جواز سفر مزدوج أمريكي وألماني. وقبل سن الحادية عشر كانت دانست تعيش حياتها ببلدتها بنيو جيرسي لذلك كانت ملتحقة بمدرسة راني. وفي عام 1993 بعد انفصال والديها، ذهبت مع شقيقها ووالدتها إلى لوس انجلوس بولاية كاليفورنيا، والتحقت بمدرسة لوريل هول بشمال هوليوود. وفي عام 1995 أقامت الأم دعوة للحصول على طلاقها، والتحقت دانست بمدرسة نوتردام الثانوية في العام التالي، وهي مدرسة كاثوليكية خاصة في لوس أنجلوس.
في عام 2000 بعد تخرجها من مدرسة نوتردام الثانوية بدأت الاستمرار في أعمالها الفنية.
شعرت دانست منذ صغرها بأن شهرتها الواسعة تلك غير كافية، وكانت في كثير من الأحيان تلوم والدتها على جعلها في دائرة صناعة الفن التي بمثابة حفرة من النار، ولكنها قالت بعد ذلك أن والدتها كانت لديها نوايا حسنة.
وعندما سُئلت إذا كانت طفولتها بها أي ندم، فأجابت دانست: «نعم، فطريقة نشأتي كانت غير مألوفة، ولكنها لاتزال طريقة نشأتي وأنا لا أريد تغيرها، فمعضلة حياتي تحتاج إلى حل.. بالطبع اشعر انني لم أستطع حلها قائلة: حياتي هي أسوأ من حياتك، وكل شخص له مشاكله الخاصة».

## بداية مشوارها الفني
كان أول ظهور سينمائي لها في فيلم «حطام السفن اوديب» للمخرج وودي آلن من مختارات «قصص نيويورك» (متروبوليس أسطورة) عام 1989، ثم انتقلت عائلتها إلى لوس انجلوس في عام 1994. انفصل والداها في عام 1995 وعقب هذا عاشت مع والدتها وشقيقها بجنوب كاليفورنيا، ثم درست في مدرسة راني في نيوجيرسي حتى الصف السادس وغادرتها للدراسة في كاليفورنيا. كان أول ظهور لها في أغنية حلم لي كانت على علاقة مع فابريزي موريتي عام 2007 ثم ارتبطت بجوني بوريل وهي مرتبطة حتى الآن مع جايسون بيوسيل. في سن الثانية عشر قامت بأداء دور «كلوديا» مصاصة الدماء في فيلم مقابلة مع مصاص الدماء، وقد حازت على إعجاب كبير، لذا ترشحت لحصولها على جائزة غولدن غلوب لأفضل ممثلة شابة.
هذا وقد حصلت على إشادة كبيرة لبطولتها في فيلم امرأة صغيرة في نفس العام، و في فيلم جومانجي في العام التالي.
ومن أعمالها التليفزيونية غرفة الطوارىء والذي يضم مسلسل «هز الكلب عام 1997» ومسلسل «صغير الجنود عام 1998» و«انتحار العذراء عام 1998» وقد قامت بعد ذلك بعدة أدوار بطولية في العديد من الأفلام، وقامت دانست بتغيير مسارها الفني، فبدأت بتمثيل أفلام رومانسية كوميديا وأفلام كوميديا، فقامت بتمثيل فيلم (انخفاض قتلى رائع عام 1999)، وتألقت في (جعله على عام 2001)، وبطولة (الحصول عليها) و (المجنون والجميلة) عام 2001.
نالت دانست شهرة عالمية لقيامها بدور ماري جين واتسون في الأجزاء الثلاثة لفيلم «الرجل العنكبوت» من عام 2002 إلى عام 2007. وتشمل الأفلام التي تألقت بها منذ ذلك الحين الفيلم الكوميدي الرومانسي (ويمبلدون) عام 2004، وفيلم الخيال العلمي إشراقة أبدية لعقل نظيف، والفيلم التراجيدي إليزابيث تاون للمخرج كاميرون كرو عام 2005. وبطولتها في فيلم ماري أنطوانيت للمخرجة صوفيا كوبولا عام 2006، وبطولتها في الفيلم الكوميدي «كيف تخسر الأصدقاء وتنفر الناس» عام 2008. وقد حصلت على جائزة أفضل ممثلة شابة عن دورها في فيلم سوداوية للمخرج لارس فون ترايير في مهرجان كان السينمائي، كما فازت بجائزة زحل كأفضل ممثلة مساعدة، وكان فيلم «الحصول عليها» هو أول عمل لدانست تغني فيه على الشاشة، كان في الفيلم أغنيتين.
علاوة على ذلك أغنيتها بموسيقى الجاز «قد ذهبت» في فيلم «القطة تموء» في نفس العام.

## السيرة المهنية

### أعمالها المبكرة
ظهرت صورة نموذجية لنجومية دانست في سن الثالثة من عمرها في الإعلانات التليفزيونية، علاوة على توقيعها عقود مع شركة فورد وشركة إيليت للعارضات. وفي عمر 6 سنوات لعبت دوراً بسيطاً في الفيلم القصير«حطام السفن أوديب» من مختارات فيلم «متروبوليس أسطورة» للمخرج وودي ألين، وقد أصبح هذا أول عمل لها على الشاشة التلفزية.
وبعد فترة وجيزة ظهرت في فيلم «موقد من الغرور» حيث لعبت دور أبنة توم هانكس. وفي عام 1993 قامت دانست بدور هايدريل في السبع أجزاء للسبع مواسم لفيلم «جالاكسي التنين».

### الشهرة
تقوم شهرة دانست على أساس دورها في فيلم «مقابلة مع مصاص الدماء» عام 1994 وهو مقتبس عن رواية لآن رايس، حيث قامت بدور كلوديا طفلة مصاصة دماء كإبنة بديلة لتوم كروز وبراد بيت. اختلفت التقييمات التي حصل عليها هذا الفيلم، لكن أشاد العديد من النقاد بأداء دانست.
وقد صرح روجر إيبرت أن كلوديا الطفلة مصاصة الدماء التي أبدعتها دانست تشكل جزءاً من الفيلم يجعل المرء يشعر بإثارة أكبر، كما أضاف بأن لديها القدرة على لعب أدوار أبعد عن عمرها الحقيقي، 
وقد أشار تود مكارنى في مجلة «فارايتي» أن دانست مناسبة جداً للعب دور البطولة في هذا الفيلم، 
وأن الفيلم به مشهد قبلة بين دانست وبراد بيت خاصة لأعمار الـ 18عاما، وهذه أول قبلة لدانست على الشاشة.
 وقالت دانست في أول لقاء صحفى لها في مجلة «فانيتي فير»: إنها كانت تشعر بعدم الارتياح لهذه القبلة في ذلك الوقت، وشعرت انها مثيرة للإشمئزاز، وأن براد بيت لديه قمل. وقالت: «أعنى بذلك إننى كنت في العاشرة من عمري».
 وقد فازت بجائزة أم تي في لأفضل أداء في هذا الفيلم وجائزة زحل لأفضل ممثلة شابة، وترشيحها الأول لجائزة غولدن غلوب. وفي عام 1994 قامت دانست ببطولة فيلم «نساء صغيرات» مع وينونا رايدر وكلير دينس وهو فيلم يحمل نفس اسم الرواية، وقد حصل هذا الفيلم على تقييم أكثر إيجابياً. وقد صرحت الناقدة السينمائية جانيت ماسي لاين لصحيفة نيويورك تايمز أن هذا هو الفيلم الأكثر تميزاً المقتبس من رواية نساء صغيرات، كما أشادت بأداء دانست في هذا الفيلم إنه غاية في التفوق وأفضل بكثير مما أصدر عام 1993، كما أشارت إلى أداء دانست في فيلم مقابلة مع مصاص الدماء، قائلة بأن مصاصة الدماء الصغيرة لها مستقبل كبير.
 وقد تألقت دانست في الفيلم الخيالي جومانجى عام 1995، وهذا الفيلم مقتبس من قصة قصيرة تحمل نفس الاسم عام 1981 للمؤلف فان الزبرج. تدور أحداث هذا الفيلم في البداية حول لعبة خارقة للطبيعة على لوحة ارضية، ويبدأ كل لاعب في ر حجر النرد، وتظهر جميع أنواع الحيوانات المتوحشة والخطيرة في الغابة. واشتركت دانست مع نخبة من الفنانين منهم بونى هانتوروبن ويليامز ودافيد الآن جرير في بطولة هذا الفيلم، وحقق شباك التذاكر لهذا الفيلم في جميع أنحاء العالم مايقارب 262 مليون دولار أمريكي.
 وفي هذا العام وعام 2002 اعتبرتها بيبول من أجمل 50 شخصية. وفي عام 1996 قامت دانست ببطولة المسلسل الطبي المتعدد المواسم "غرفة الطوارئ ER " لشركة الإنتاج NBC، وقد لعب دور ممارس البغاء رجل يدعى شيرى سترينغفيلد، ولعب جورج كلونى دور دكتور دوغ روس.
 وفي عام 1997 قامت دانست بدبلجة صوت الأميرة "اناستاسيا" في فيلم الكرتون "اناستازيا انستاسيا". وفي نفس العام ظهرت أيضاً مع روبرت دى نيرو وداستين هوفمان في مشاهد من فيلم الهجاء السياسي هز الكلب. وفي العام التالي قامت بدوبلاج فيلم الكرتون اليابانى كيكى لخدمة التوصيل إلى النسخة الإنجليزية، وكانت تقوم بدوبلاج صوت بطلة الفيلم كيكي. وتم دعوة دانست لبطولة الفيلم الدرامي فتاة أمريكية عام 1999، لكنها لم تكن تريد الظهور في فيلم مليء بلقطات بها إيحاءات جنسية، ولم ترغب في ظهورها أمام الكاميرا وهي تقبل الممثل كيفين سبيسي، لذلك رفضت الدور في نهاية المطاف. وقالت معلقة على ذلك لاحقا: "عند قراءتي للنص كنت ابلغ من العمر 15 عاماً، وكنت اشعر أنني غير ناضجة بما يكفى لفهم مغزى النص.
وفي نفس العام قامت ببطولة الفيلم الكوميدي ديك، وتألقت مع ميشيل ويليامز، وهذا الفيلم بمثابة إعادة لوجهات النظر الساخرة التي تحكي الأعمال الفاضحة التي أدت إلى استقالة الرئيس الأمريكي الأسبق ريتشارد نيكسون. وقامت دانست بدرو لوكس لشبوبة الفتاة الواقعة في مشاكل المراهقين في الفيلم المستقل «انتحار العذراء» للمخرجة صوفيا كوبولا عام 1999. واعتبر هذا الفيلم عرضا فنيا خاصا في مهرجان سان فرانسيسكو السينمائي الدولي بدورته 43. وحصل هذا الفيلم على إشادة عالمية من النقاد، وقد مدح الناقد السينمائي بيتر ستاك في مقاله في سان فرانسيسكو كرونيكل دانست بإنها قد حققت توازن جميل بين برائتها وفجورها.
 وفي عام 2000 أدت دور رئيسة المشجعين تورانس شيبمان في فيلم جعله على، مع اختلاف التقييمات التي حصل عليها هذا الفيلم، لكن أشاد العديد من النقاد بأداء دانست. وقال عنها سكوت إنها ممثلة كوميدية عظيمة، وعظمتها تلك بسبب أدائها القوي، فهي تتحول من القلق إلى العدوانية، وبوصولها للحقيقة تتعرض للأذى، فهي بإمكانها التغيير بمرونة. وقال تشارلز تايلور على موقع صالون «على الرغم من أن هذا الفيلم لم يعطي دانست دوراً جيداً كفيلم انتحار العذراء، لكني مازالت أرى أن دانست نجحت في أن تكون ممثلة لامعة جداً وهي مازالت شابة، فهي ممثلة لديها إبداع في السخرية».
كما مدحت جيسيكا ونتر في «صوت القرية» أداء دانست قائلة بأن ادائها في فيلم الديك، والسبب الوحيد في تدهور هذا الفيلم تحوله إلى عمل مبهرج. وعلى الرغم من التقييم الضعيف لبيتر ستاك للفيلم في سان فرانسيسكو كرونيكل لكنه أشاد بأن دانست كانت على استعداد للتفاني في دور الحمقاء في هذا الفيلم المهمل. وبعد مرور عام تألقت دانست في فيلم الشباب الكوميدي «الحصول عليها»، وقد قالت لاحقاً أن أحد الاسباب لقبولها بطولة هذا الفيلم هي حصولها على فرصة الغناء على الشاشة.
وفي عام 2001 قامت دانست بلعب دور فتاة أمريكية تدعى ماريون ديفيز في فيلم القطة تموء للمخرج بيتر بوغدانوفيتش، وقد وصف ديريك كيللي في مجلة فارايتي هذا الفيلم بإنه حيوي ومرح، وقال أن دانست بدورها الممتاز جداً حتى الآن حيث اعتبرها مراهقة أساء إليها بانغ، هي وحبيبها المختلفان تماماً عن بعضهما البعض، وأن قدرة دانست في التعاطف والعمق الكبير التي أعطتها للدور تكمن في خفة الدور. وصرح توم كارسون في إسكواير بأن أداء دانست رائع. وقد حصلت دانست في عام 2002 على جائزة أفضل ممثلة شابة في مهرجان مارديل بلاتا السينمائي الدولي عن هذا الفيلم.

### الرجل العنكبوت والأعمال اللاحقة
لعبت دانست دور فتاة تدعى ماري جين واتسون في فيلم البطل الخارق الرجل العنكبوت في عام 2000، وقد شاركها البطولة الممثل توبي ماغواير الذي لعب دور بيتر باركر الرجل العنكبوت، وهو جارها وأفضل صديق لها، وهو أيضا يكن لها حب غير متبادل. هذا الفيلم من إخراج سام رايمي وهو العمل الأكثر نجاحاً تجارياً في ذلك الوقت لدانست.
كما صرح أون جراي بيرمان في مجلة انترتينمنت بأن دانست لديها القدرة على الاندماج في التفاصيل القليلة جدا للعمل بأسلوب جذاب. وقد أشار الناقد السينمائي كينيت توران في مجلة لوس أنجلوس تايمز إلى أن دانست وماجوير أسسوا علاقة حقيقية على الشاشة، يقصد بذلك أن علاقتهم معا كانت نادرا مايراها الجمهور في الأفلام. وقد حقق «الرجل العنكبوت» نجاحاً على المستوى التجاري والنقدي، فتجاوزت إيراداته 820 مليون دولار في شباك التذاكر على المستوى العالمي.
بعد النجاح الذي حققه فيلم «الرجل العنكبوت» قامت كريستين دانست بأداء دور ثانوي في فيلم "خفة" وفي نفس العام اشتركت مع كل من جوليا روبرتس وجوليا ستايلس وماجى جيلنهال في فيلم "إبتسامة الموناليزا "، وقد حصل هذا الفيلم على تقييم سيئ، وصرح مانويلا الصحفي في "لوس انجلوس تايمز "، أن هذا الفيلم يميل إلى الملل. وفي عام 2004 قامت بتمثيل فيلم "اشراقة أبدية للعقل الطاهر " مع كل من جيم كاري وكيت وينسلت وتوم ويلكنسون وقد نال الفيلم على اشادة عالمية، وذكرت مجلة "انترتينمينت ويكلي " أن الدور الصغير الذي لعبته دانست في هذا الفيلم قد أدته ببراعة وذكاء، وتخطت إيرادات هذا الفيلم 72 مليون دولار أمريكي. واستمرارًا لما ذكرناه في السابق فإنه بعد نجاح فيلم «الرجل العنكبوت»، شاركت دانست عام 2004 في الجزء الثاني من فيلم «الرجل العنكبوت»، وحاز الفيلم على على تقييم ممتاز وحقق نجاح
كبير تجارياً، حيث سجلت إيرادات الفيلم رقم قياسي خلال الاسبوع الأول من عرضه في أمريكاالشمالية فقد احتل المركز الثاني من إيرادات الأفلام العالمية لعام 2004 وتخطت إيراداته 78 مليون دولار أمريكي. وفي نفس العام قامت بتجسيد دور لاعبة جديدة تدخل بطولة ويمبلدون للتنس في الفيلم الكوميدي الرومانسى «ويمبلدون»، ويشاركها بول بيتاني حيث يقوم بدور لاعب تنس ينحدر مستواه تدريجياً ويقع في حبها، وتلقى الفيلم ردود فعل متباينة، ولكن العديد من النقادالسينمائيين أثنوا على أداء دانست، وترى كلوديا بويج بجريدة «أمريكا توداي» أن هناك تفاعل قوي بين دانست وبيتاني، وأن دانست قامت بتجسيد دور الاعبة باحترافية. عام 2005 قامت دانست في فيلم «اليزابيث» بأداء دور مضيفة جوية تدعى كلير كولبرن، وهو فيلم من إخراج كاميرون كرو، وشاركها البطولة الممثل أورلاندو بلوم.وعند عرض الفيلم في مهرجان تورنتو السينمائي الدولي لعام 2005 أعربت دانست عن سعادتها الشديدة بالعمل مع المخرج كرو، ولكنه أكثر صرامة مما كانت تتخيل، ولكن تصنيف الفيلم كان ضعيف، ولكن مجلة «شيكاغو تريبيون» صنفت دانست من أفضل أربعة نجوم، إلا أن الشخصية التي لعبتها دانست تصيب الإنسان بالملل، وقد فشل الفيلم تجاريًا.

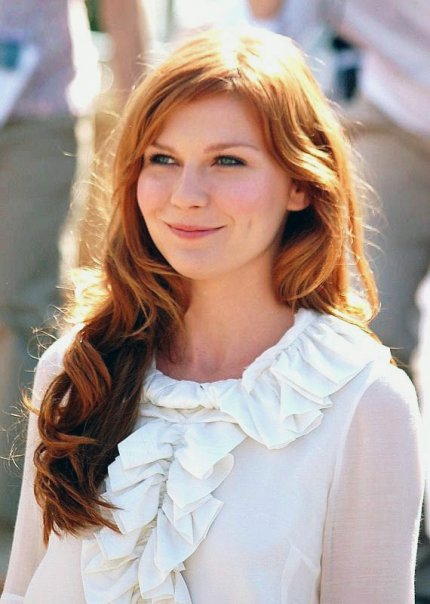
دانست أثناء حضورها العرض الاول لفيلم " مارى أنطوانيت " في مهرجان كان السينمائي لدورته التاسعة والخمسين

أما الدور الأخر لدانست فكان عام 2006 في فيلم «ماري أنطوانيت»، حيث قامت فيه بدور ماري أنطوانيت. ويعتبر هذا الفيلم هو ثان عمل لها مع المخرجة صوفيا كوبولا، وقد عرض الفيلم في مهرجان كان السينمائي لدورته التاسعة والخمسين، ونال الفيلم على تقييم ممتاز، وتخطت إيراداته 60 مليون دولار أمريكي  قامت دانست بأداء دور ماري جين مرة أخرى عام 2007 في الجزء الثالث من فيلم «الرجل العنكبوت». وقد حاز الفيلم على تقييم جيد وذلك مقارنة بالجزئين السابقين، وكانت ردود الفعل حول الفيلم متباينة، إلا أن النجاح الذي حققته إيرادات الفيلم والتي تخطت 89 مليون دولار أمريكي قد أعادت دانست إلى لتصدر شباك التذاكر.
وفي شهر أغسطس لعام 2013 كانت سلسلة أفلام «الرجل العنكبوت» هي الأكثر مبيعًا. وكانت دانست قد وقعت من قبل على عقد التمثيل في الأجزاء الثلاثة من فيلم «الرجل العنكبوت»، إلا أنها قد اوضحت أنها لن تشارك في الجزء الرابع للفيلم إلا بعد عودة ماغواير ورايمي. وفي يناير 2010 أعلنت شركة سوني أن سلسلة «الرجل العنكبوت» سوف تعود مرة أخرى، ولكن دانست وماغواير ورايمي لن يكونوا ضمن هذا العمل.
واشتركت دانست مع سايمون بيج عام 2008 في فيلم «كيف تخسر الأصدقاء وتنفر الناس»،
و هذا الفيلم مقتبس من مذكرات توبي يونج المحرر بمجلة غانيتي فير والتي تحمل نفس الاسم. وبعد التوقيع على التمثيل في هذا الفيلم كشفت دانست عن سبب انضمامها للعمل.

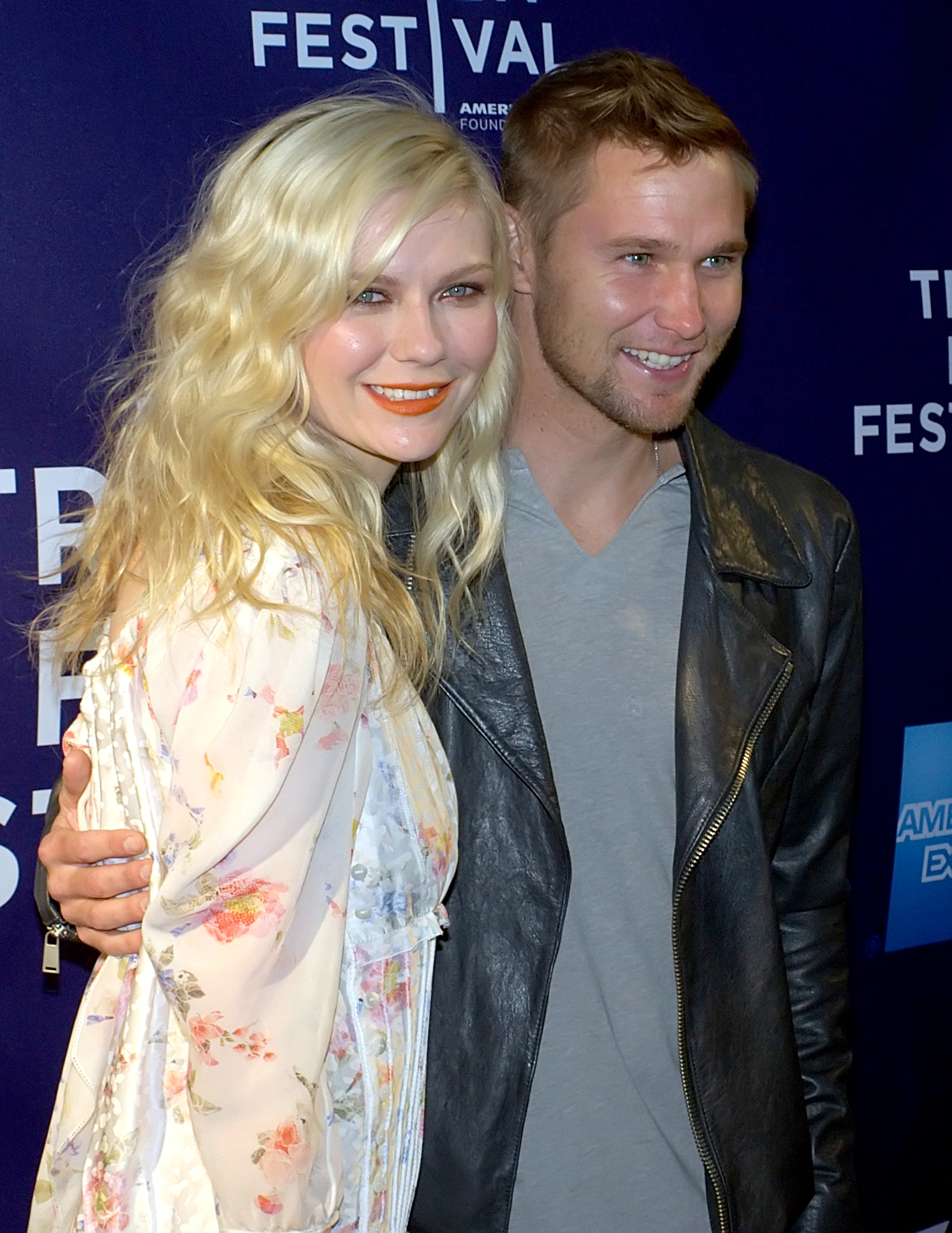
دانست وبراين جيراغتى يحضران العرض الاول لفيلم " النذل " 2010

وفي عام 2010 قامت دانست بإخراج فيلم قصير بعنوان «النذل»، وعرض هذا الفيلم في مهرجان تريبيكاالسينمائي عام 2010،  ثم عرض في
مهرجان كان السينمائي لدورته الثالثة والستين. وفي نفس العام اشتركت دانست مع ريان جوسلينج في بطولة الفيلم الرومانسي «كل الأشياءالجيده»، وكانت ردود الفعل على هذا الفيلم متباينة، وقد تخطت إيراداته 64 مليون دولار أمريكي.

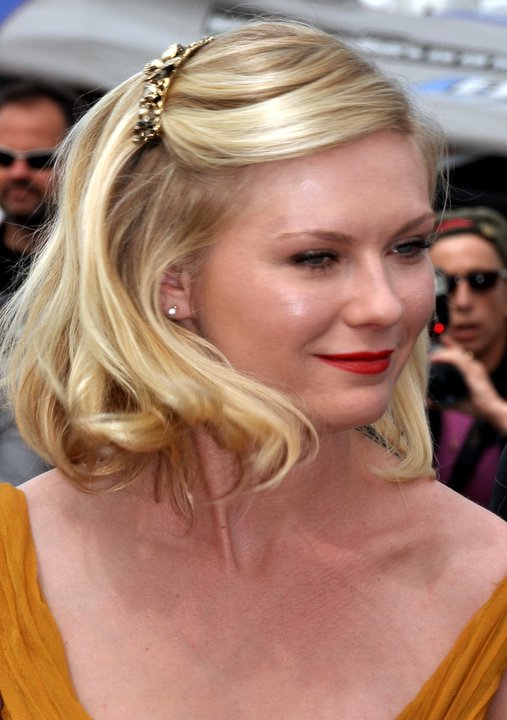
دانست أثناء حضورها مهرجان كان السينمائي لدورته الرابعة والستين

وفي عام 2011 قامت بتجسيد دور امرأة تعاني من الاكتئاب الحاد خوفاً من نهاية العالم في فيلم الخيال العلمي اكتئاب للمخرج لارس فون تراير، ويتضمن الفيلم عدد من الممثلين الرئيسين مثل شارلوت غينسبور وكيفر سثرلاند وشارلوت رامبلينج. وعرض الفيلم في مهرجان كان السينمائي لدورته الرابعة والستين، وكان تقييم الفيلم جيد، ونالت دانست خاصة على إعجاب شديد، حيث كتب ستيفن لويب «أن هذا الفيلم هو أفضل أفلام فون تراير، وكذلك العديد من الممثلين، فقد كانت دانست متميزه جدا في هذا الفيلم، فالشخصية التي قدمتها تختلف تماما عن كل الأدوار التي حاولت تجسيدها من قبل حتى وإن كان هذا الفيلم لا يصدق، فإن أداء دانست فقط كاف لجعل الناس تقدم توصيات». وقد أعطى سوخديف ساندر الصحفي ب الدايلي تيليغراف تقييم جيد لأداء دانست، ويرى أن هذا العمل من الممكن أن يحدث لها طفرة في مشوارها الفني. وحصلت دانست عن هذا الفيلم على العديد من الجوائز من ضمنها جائزة أفضل ممثلة من مهرجان كان السينمائي، وعلى جائزة أفضل ممثلة من الجمعية الوطنية الأمريكية للنقاد السينمائيين.
 كانت دانست قد وقعت على تمثيل فيلم «الإغاثة الحلوه» وتقوم فيه بتجسيد شخصية ناشطة السلام مارلا روزيكا، وهي إحدى المسعفين الأمريكيين والتي قتلت في هجوم انتحاري ببغداد. كما أعربت دانست عن اهتمامها الشديد بأداء دور المغنية الشقراء الجميلة ديبي هاري في الفيلم التسجيلي الذي سيقوم بإخراجه ميشيل غندري. كما اشتركت دانست مع جيم ستارجس في الفيلم الرومانسي والخيال العلمي «رأساً على عقب» للمخرج خوان دييغو سولاناس.
 كما اشتركت مع براين جيراغتي في فيلم «معركة المخبوزات الثانية». قامت دانست بأداء دور كاميل في فيلم على الطريق الذي عرض عام 2012، وهو فيلم مقتبس من رواية جاك كيروك والتي تحمل نفس الاسم. كما شاركت أيضا في الفيلم القصير «ناضل من أجل إعادة النظر في حقك»، وعرض الفيلم في مهرجان صاندانس السينمائي عام 2011.
 وفي سبتمبر 2011 انتهت دانست من تصوير الفيلم الكوميدي الرومانسي «العازبة»، وهو فيلم منإنتاج أدم مكاي وويل فيرل. وذكرت بعض التقارير أنها سوف تشترك مع كلايف أوين وأورلاندو بلوم في فيلم التشويق والإثارة «مدن».
وفي يناير 2014 اشتركت مع كل من مايكل شانون وجويل ادجيرتون في فيلم الدراما والخيال العلمي «منتصف ليل خاص» للمخرج جيف نيكولز.
وفي أبريل 2024 عُرض فيلمها الجديد «حرب أهلية» مع الممثل واغنر مورا حيث تلعب دانست دور مصورة بوكالة رويترز، والفيلم يسلط الضوء على كيفية تأقلم الصحافيين مع العمل في مناطق الحرب وهو من كتابة وإخراج صانع الأفلام البريطاني ألكس غارلاند.

### الموسيقى
كان أول عمل غنائي لدانست هو فيلم «على أكثر من ذلك» عام 2001، وقامت فيه بغناء أغنيتين
لمارك شايمان، كما قامت بغناء أغنية النهاية لفيلم «مواء القطة» وهي «بعد أن ذهبت». وقامت
بغناء أغنيتين في الجزء الثالث من «الرجل العنكبوت»، أول أغنية تم تأديتها في شارع برودواي
، والثانية تم تأديتها في نادي لموسيقى الجاز، وذكرت دانست أنها قامت بتسجيل الأغنيتين أولا ثم قامت بأدائهما عن طريق تحريك الفم فقط أثناء التصوير. وقامت بغناء أغنية «أعرف أني أحبك» لفريق سافج غاردن
و أغنية " جميعنا نعود إلى هنا حيث ننتمي " لفريق آر إي إم والأغنيتين تم تصويرهم فيديو. كما قامت بغناء أغنيتي " هذه الآلة القديمة " و" أيام
الصيف " في ألبوم " nighttiming " لجاسون شوارتزمان الذي صدر عام 2007. وفي أول مقابلة صحفية لها ذكرت دانست أنه ليس لديها خطط لإصدار الألبومات مثل باقي الممثلين وقالت:" من المؤكد أنني لا أشبه باربرا سترايسند إلا أنني اشعر حالياً بوجود بعض الابتذال، فإذا كنت مغنية سيكون ذلك له تأثير جيد في تمثيل الأفلام."
قامت دانست بأداء دور الأميرة ماجوكو في الفيلم القصير «أميرة أكياهابار ماجوكو» للمخرجين تاكاشي موراكامي وماك جي، وقد عرض الفيلم في معرض الفن «البوب» بلندن. وكان الرقص يتم تمثيله في منطقة التسوق بطوكيو في أكياهابار.

## الحياة الشخصية

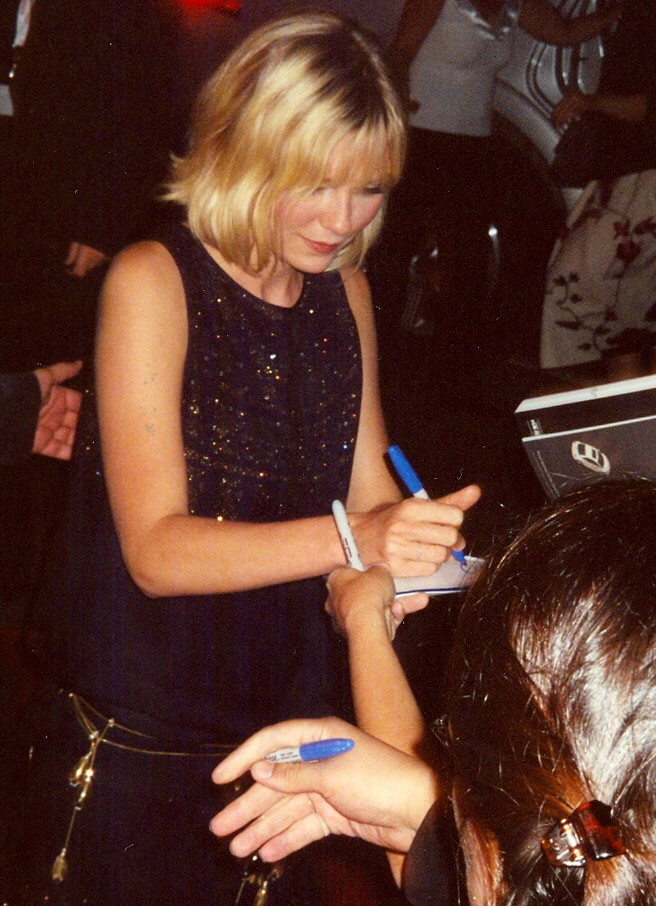
دانست أثناء توقيعها للجمهور خلال مهرجان تورنتو السينمائي عام 2005

كانت دانست تدعم مرشح الحزب الديمقراطي جون كيري في انتخابات الرئاسة الأمريكية عام 2004، وبعد أربعة سنوات كانت تدعم مرشح الحزب الديمقراطي باراك أوباما في انتخابات الرئاسة الأمريكية عام 2008، وأوضحت أنها تدعم أوباما منذ بداية الحملة الانتخابية، ولذلك قامت بإخراج فيلم وثائقي بعنوان «لماذا يوم الثلاثاء» تشرح فيه عملية التصويت التي أجريت يوم الثلاثاء وعلقت قائلة، «أن يوم الثلاثاء ليس مجرد برنامج، ولكن الولايات المتحده واحده من أقل الدول الديمقراطية في نسبة التصويت» وترى أنه يجب التأثير على الناس بشكل إيجابي للمشاركة في اليوم الأول من التصويت الموافق يوم الثلاثاء من شهر نوفمبر.
في بداية عام 2008 كانت دانست تعالج من اكتئاب حاد في مركز للعلاج بولاية يوتا، وقد أوضحت دانست أنها قبل أن تدخل إلى المستشفى لتلقي العلاج كان مستواها قد انخفض لمدة 6 شهور. وفي أواخر شهر مارس غادرت المستشفى وبدأت في تمثيل فيلم «كل الأشياء الجيدة». وفي مايو ذكرت دانست أن هذه الأمور تواجه العديد من النساء الناجحات، ونفت كل الشائعات الكاذبة المتعلقة بأهلها وأصدقائها، ووضحت للجمهور «أن اسلوب حياتها ثابت، وأنها تملك شقة بغرفة واحدة في نيويورك». شاركت دانست في مؤسسة اليزابيث جلاسر للأطفال المصابين بالإيدز، وساعدت في تصميم وإقامة العروض الترفيهية، وكل الإيرادات التي تحصل عليها من أعمالها تعطيها للمؤسسة. كما ساعدت في توعية الناس بسرطان الثدي. وفي سبتمبر 2008 شاركت في أعمال جمع التبرعات للقضاء على السرطان، كما ساعدت في جمع الأموال لسرعة إجراء الأبحاث للقضاء على السرطان. في الخامس من ديسمبر 2009 شاركت في أحد أنشطة جمع التبرعات في المكسيك، وساعدت في جمع التبرعات لمشروعات علاج السرطان وإعادة تأهيل الأطفال. حصلت دانست على الجنسية الألمانية عام 2011 ومنذ ذلك الحين بدأت تستخدم الجنسية المزدوجة الأمريكية والألمانية. وفي عام 2013 ذكرت تقارير إعلامية أن دانست ستشارك الممثل جاريث هيدلوند في فيلم «على الطريق».

## أعمال

### أفلام
- دروب ديد غورجيس (1999)
- حرب أهلية (2024)

## وصلات خارجية
- كيرستين دانست على موقع IMDb (الإنجليزية)
- كيرستين دانست على موقع ميتاكريتيك (الإنجليزية)
- كيرستين دانست على موقع روتن توميتوز (الإنجليزية)
- كيرستين دانست على موقع مونزينجر (الألمانية)
- كيرستين دانست على موقع قاعدة بيانات الأفلام العربية
- كيرستين دانست على موقع ألو سيني (الفرنسية)
- كيرستين دانست على موقع ميوزك برينز (الإنجليزية)
- كيرستين دانست على موقع تيرنر كلاسيك موفيز (الإنجليزية)
- كيرستين دانست على موقع أول موفي (الإنجليزية)
- كيرستين دانست على موقع بوكس أوفيس موجو (الإنجليزية)
- كيرستين دانست على مشروع الدليل المفتوح